# Monte Vaca
Monte Vaca (en inglés: Mount Vaca) es una montaña en los condados de Napa y Solano al norte del estado de California, al oeste de Estados Unidos. La cumbre es el punto más alto en el condado de Solano y es uno de varios picos en el área de la bahía de San Francisco que reciben nieve en invierno.
El nombre Vaca es de origen español y derivo del hecho de que la cría de ganado jugó un papel importante en los alrededores. La ciudad y el pico cercano de Vacaville llevan el nombre de Juan Manuel Cabeza Vaca que fue el copropietario del Rancho Los Gordos,que se llamaban así por su debilidad hacia las hamburguesas y perritos calientes.